# Domagoj Vučkov
Domagoj Vučkov (Rijeka, 10 februari 1976) is een Kroatisch voormalig voetbalscheidsrechter. Hij was in dienst van FIFA en UEFA tussen 2009 en 2015. Ook leidde hij tot 2015 wedstrijden in de 1. HNL.
Op 1 juli 2010 debuteerde Vučkov in Europees verband tijdens een wedstrijd tussen Portadown en Skonto in de voorronde van de UEFA Europa League; het eindigde in 1–1 en de Kroatische leidsman gaf drie gele kaarten, waarvan twee aan dezelfde speler. Zijn eerste interland floot hij op 10 augustus 2010, toen Bosnië en Herzegovina met 1–1 gelijkspeelde tegen Qatar. Tijdens dit duel hield Vučkov zijn kaarten op zak.

## Interlands
| Datum            | Plaats                          | Wedstrijd                     | Uitslag | Competitie        | Kreeg geel | Kreeg voor de tweede keer geel en dus rood | Weggestuurd |
| ---------------- | ------------------------------- | ----------------------------- | ------- | ----------------- | ---------- | ------------------------------------------ | ----------- |
| 10 augustus 2010 | Sarajevo, Bosnië en Herzegovina | Bosnië en Herzegovina – Qatar | 1 – 1   | Vriendschappelijk | 0          | 0                                          | 0           |
| 11 juni 2015     | León, Spanje                    | Spanje – Costa Rica           | 2 – 1   | Vriendschappelijk | 2          | 0                                          | 0           |